# 马克塔姆普尔
马克塔姆普尔（Maktampur），是印度古吉拉特邦Bharuch县的一个城镇。总人口9245（2001年）。

## 人口
该地2001年总人口9245人，其中男性4802人，女性4443人；0—6岁人口1125人，其中男607人，女518人；识字率77.94%，其中男性为82.34%，女性为73.19%。